# Агуа-Бранка (Пиауи)

Агуа-Бранка на карте штата.

Агуа-Бранка (порт. Água Branca) — муниципалитет в Бразилии, входит в штат Пиауи. Составная часть мезорегиона Северо-центральная часть штата Пиауи. Входит в экономико-статистический микрорегион Медиу-Парнаиба-Пиауиенси. Население составляет 16 451 человек на 2010 год. Занимает площадь 97,041 км². Плотность населения — 169,53 чел./км².

## Демография
Согласно сведениям, собранным в ходе переписи 2010 г. Национальным институтом географии и статистики (IBGE), население муниципалитета составляет:
| Полное население                               | Полное население                               | Полное население                               | Полное население                               | 16 451 |
| ---------------------------------------------- | ---------------------------------------------- | ---------------------------------------------- | ---------------------------------------------- | ------ |
| в том числе:                                   | Городское население                            | 14 539                                         | Процент городского населения, %                | 88,38  |
|                                                | Сельское население                             | 1912                                           | Процент сельского населения, %                 | 11,62  |
|                                                | Мужское население                              | 7804                                           | Процент мужского населения, %                  | 47,44  |
|                                                | Женское население                              | 8647                                           | Процент женского населения, %                  | 52,56  |
| Плотность населения, чел/км²                   | Плотность населения, чел/км²                   | Плотность населения, чел/км²                   | Плотность населения, чел/км²                   | 169,53 |
| Население муниципалитета в % к населению штата | Население муниципалитета в % к населению штата | Население муниципалитета в % к населению штата | Население муниципалитета в % к населению штата | 0,53   |

По данным оценки 2016 года, население муниципалитета составляет 17 010 жителей.

## История
Город основан в 1954 году.

## Статистика
- Валовой внутренний продукт на 2003 год составляет 22 108 220,00 реалов (данные: Бразильский институт географии и статистики).
- Валовой внутренний продукт на душу населения на 2003 год составляет 1434,20 реалов (данные: Бразильский институт географии и статистики).
- Индекс развития человеческого потенциала на 2000 год составляет 0,653 (данные: Программа развития ООН).